# Arenga de George S. Patton al Tercer Ejército

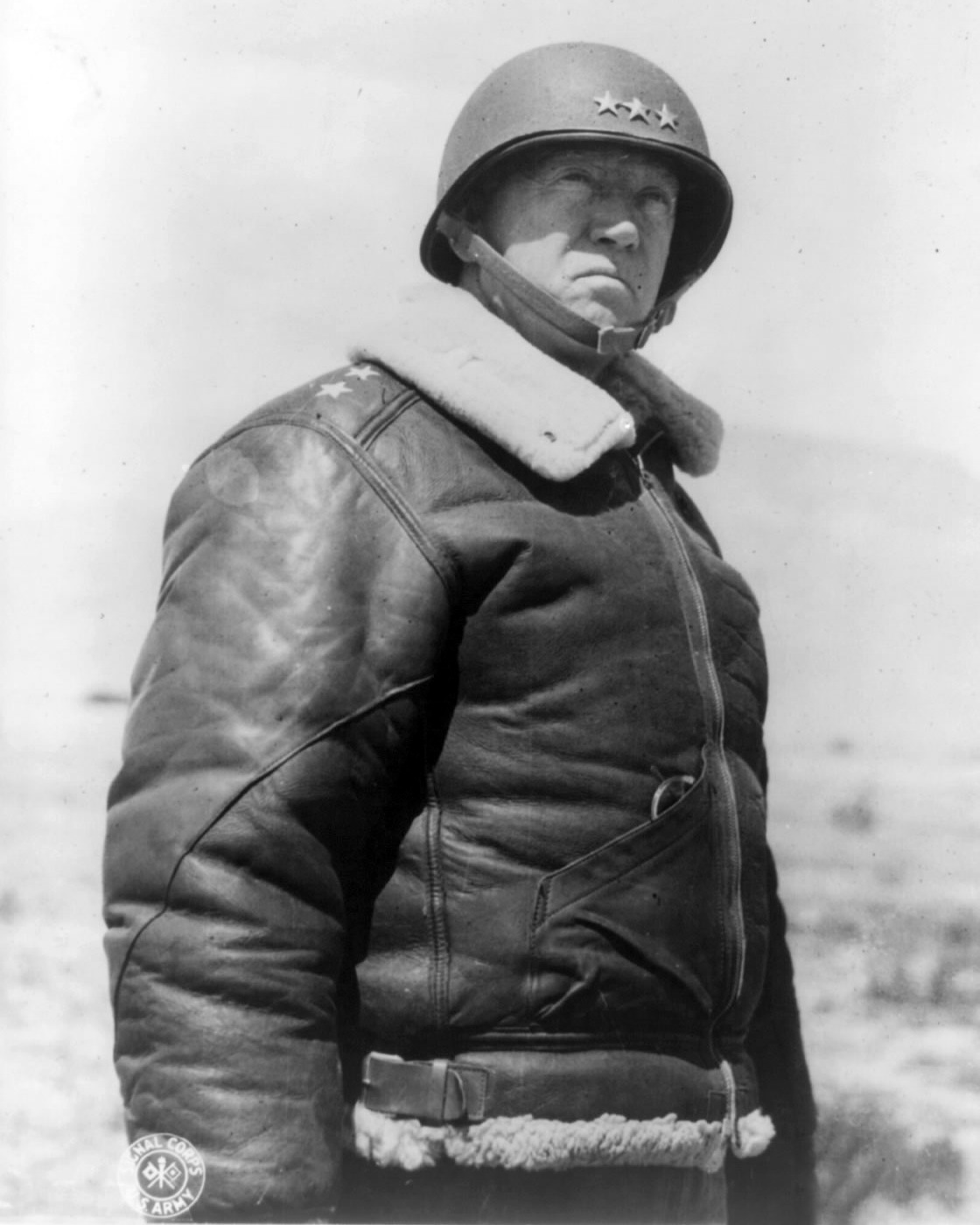
George S. Patton como teniente general

La arenga de Patton al Tercer Ejército fue una serie de discursos pronunciados por el General George S. Patton a tropas del Tercer Ejército de los Estados Unidos en 1944, antes de la invasión Aliada de Francia. El objetivo de la arenga era motivar a los inexpertos soldados horas antes de la que sería la primera misión de estos en el frente. En su soflama, Patton instó a sus subordinados a que, en cumplimiento de su deber, fueran capaces de superar cualquier miedo personal que pudieran sentir; también los exhortó a oponer siempre ante el enemigo una actitud valiente y una determinación inquebrantable para alcanzar sus objetivos. Lo descarnado, y a veces zafio, de sus expresiones le valió las críticas de algunos otros miembros del Estado Mayor, pero resultó muy efectivo entre sus destinatarios. Algunos historiadores la consideran una de las mejores arengas de la historia.
Una versión abreviada y menos procaz del discurso se volvió icónica en 1970 con la película Patton, interpretada por George C. Scott, de pie ante una enorme bandera estadounidense, lo que ayudó a cimentar la popularidad del general californiano.

## Trasfondo

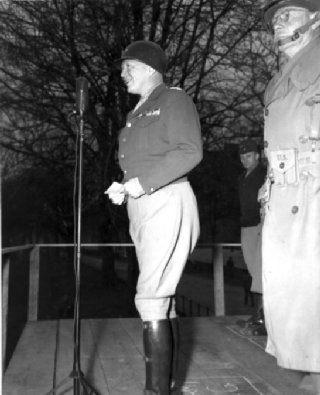
Patton hablando ante una división del Ejército de EE. UU. el 1 de abril de 1944 en Irlanda del Norte

Al momento de los discursos, Patton intentaba mantener un bajo perfil ante la prensa, por órdenes del General Dwight Eisenhower. A Patton se le había asignado un papel central en un elaborado esquema fantasma destinado a desorientar al ejército del Tercer Reich. Los alemanes creían que Patton se hallaba en Dover alistando el ficticio Primer Grupo de Tareas del Ejército de los Estados Unidos para una invasión en Pas de Calais. Para los discursos, Patton vistió su más pulido casco, uniforme de gala, lustradísimas botas y látigo de cabalgar, que hacía chasequear para mayor efecto. Solía arribar en un Mercedes y hablar desde una plataforma elevada rodeado por una gran audiencia sentada alrededor de la plataforma y en elevaciones circundantes. Cada discurso fue dado ante una división comandada por un general e integrada por 15.000 o más hombres.

## La arenga
Patton comenzó a arengar a sus tropas en el Reino Unido en febrero de 1944. El número de discursos pronunciados no es claro, con fuentes que mencionan de cuatro a seis, y otras que sugieren uno ante cada unidad del Tercer Ejército. La arenga más famosa fue la del 5 de junio de 1944, la jornada previa al Día D. Aunque Patton ignoraba la fecha del comienzo de la invasión a Europa (puesto que el Tercer Ejército no formó parte de la fuerza inicial de desembarque), el general utilizó el discurso como mecanismo motivador para enardecer a sus tropas y evitar que cundiera el desaliento por la espera. Patton hablaba sin apuntes, y aunque se trataba básicamente del mismo discurso, el orden de algunas de sus partes varió en algunas ocasiones. Una diferencia notable ocurrió en el discurso del 31 de mayo de 1944, dirigido a la 6.ª División Blindada de los EE. UU., cuando comenzó con una frase que luego quedaría entre sus más recordadas:

"Ningún bastardo ganó jamás una guerra
muriendo por su patria. La ganó haciendo que otro estúpido bastardo muera por la suya."

Las palabras de Patton fueron puestas luego por escrito por algunos integrantes de sus tropas, de modo que existen varias iteraciones con textos alternativos. El historiador Terry Brighton reconstruyó un discurso completo a partir de las memorias de algunos de los soldados que asentaron partes de la arenga, incluyendo Gilbert R. Cook, Hobart R. Gay, y un número de otros reclutas. Patton sólo mencionó brevemente los discursos en su diario, comentando: "Como en todas mis charlas, enfaticé la necesidad de atacar y matar". El discurso más tarde se haría tan popular que se lo conoce sencillamente como "la arenga de Patton" o al hablar del general simplemente como "la arenga".

"Sentaos.
Quiero que recordéis que ningún bastardo ganó jamás una guerra muriendo por su patria. La ganó haciendo que otros estúpidos bastardos murieran por la suya. 
Muchachos, todas esas historias de que Estados Unidos no quiere combatir, que quiere quedarse al margen de la guerra, son un montón de mierda. A los americanos por tradición nos encanta combatir, todo verdadero americano ama el acicate de la lucha. Cuando erais niños admirabais a los campeones de canicas: al corredor más veloz, a los ases del fútbol, a los boxeadores más recios. Los americanos aman al ganador y no toleran al perdedor. Todo americano juega siempre para ganar, yo no apostaría el pellejo por alguien que, perdiendo, se riera. Por eso los americanos nunca hemos perdido ni perderemos una guerra, porque la sola idea de perder nos da náuseas. Una batalla es el torneo más trascendente del que un hombre puede participar. Saca todo lo bueno de su interior, y purga lo malo.
No todos vosotros moriréis. Solo el dos por ciento de los que estáis hoy aquí morirá en un gran combate. No se debe temer a la muerte. Con el tiempo, la muerte le llega a todo hombre. Y todo hombre siente temor ante su primera batalla. Si dice que no, es un maldito mentiroso. El verdadero héroe es quien lucha aun cuando tiene miedo. Hay quienes superan su miedo en un minuto, otros en una hora y algunos en días. Pero el hombre de verdad jamás dejará que el miedo le gane a su honor, su sentido del deber a la patria, a su hombría.
Toda vuestra maldita carrera en el ejército, vosotros muchachos habéis estado echando pestes contra lo que llamáis la “maldita instrucción”. Pero eso, como todo lo demás en este ejército, tiene un propósito bien definido: garantizar obediencia instantánea a las órdenes y generar un estado de alerta. Ese estado de alerta debe ser inculcado en cada soldado. No doy dos centavos por el hombre que no está siempre en puntillas de pie. La “maldita instrucción” os ha vuelto a todos veteranos. Ahora estáis listos. Un hombre no puede bajar la guardia un segundo si pretende seguir respirando al minuto siguiente. Porque si lo hace, algún hijo de puta alemán se le escurrirá por la espalda y le encajará por la cabeza un saco de bosta. Hay cuatrocientas lápidas blancas y bonitas en Sicilia, todas por culpa de uno solo que se quedó dormido en su puesto; pero son lápidas alemanas, porque nosotros dimos con el bastardo antes que su oficial.
Un ejército es un equipo, vive, come, duerme y lucha como un equipo. Todo ese asunto de la heroicidad individual es un montón de mierda. Los biliosos bastardos que escribieron eso para el Saturday Evening Post saben tanto del verdadero combate como saben de follar. Y tenemos el mejor equipo, la mejor comida y pertrechos, el mejor espíritu y los mejores hombres del mundo. ¡Dios! Si casi compadezco a los pobres hijos de perra que tendrán que hacernos frente.
No creáis que los héroes son como los de los de libros de aventuras. Todos y cada uno de vosotros desempeñáis una tarea vital en el ejército. Jamás desistáis. Jamás penséis “mi puesto es inconsecuente”. ¿Qué pasaría si un conductor de camión decidiera de súbito que le asusta el zumbido de las balas, se pusiera amarillo y se arrojara de cabeza al arcén? El bastardo cobarde podría decirse a sí mismo: "¡Al diablo! No echarán uno solo de menos ¡Somos miles!”. Pero ¿qué ocurriría si todos pensaran así? ¿Dónde demonios estaríamos ahora? No, maldita sea, un americano jamás piensa así. Cada hombre cumple su deber, sirve al todo. Los de suministros son necesarios para pertrechar las armas y la maquinaria de guerra para seguir adelante. Los de intendencia son necesarios para traernos la comida y la ropa porque a donde vamos no hay ni siquiera una mierda que robar. Hasta el último hombre de las cocinas tiene un deber que cumplir, incluso el que hierve nuestra agua para prevenirnos de la diarrea. Todos y cada uno de los hombres debe pensar, no solo en sí mismo, sino también en el camarada que lucha a su lado. No hay lugar para cobardes en el ejército. Los mataremos como moscas. Si no, volverán a casa y procrearán más cobardes. Los valientes procrearán valientes. Matemos a todos los cobardes y tendremos una nación de valientes.
Uno de los hombres más valientes que conocí en la campaña de África estaba subido a un poste de telégrafo en medio de fuego cruzado, en la carretera a Túnez. Me paré y le pregunté qué coño estaba haciendo ahí arriba, bajo ese fuego. Él respondió, "Reparando el cable, señor". "¿No es un poco insalubre hacerlo en este momento?", le dije. "Sí, señor, pero el maldito cable necesita ser reparado". Le pregunto: "Esos aviones bombardeando la ruta ¿no lo distraen?". Y él respondió, "No, señor. Pero usted sí". Ahora bien, ese era un verdadero soldado. Un hombre de verdad. Un hombre que consagró todo a su deber, sin importar lo aparentemente insignificante que pudiera ser su labor.
Y deberíais haber visto a los camiones en la ruta a Gabes. Aquellos chóferes magníficos. Días y noches manejando por las malditas carreteras, sin parar ni desviarse, con proyectiles estallando a su alrededor. Muchos condujeron 40 horas seguidas. Lo lograron a base de buenos cojones americanos. Y no eran soldados de combate. Pero eran soldados trabajando, con una labor que cumplir. Sin su trabajo en equipo, ciertamente hubiéramos perdido la batalla. Todos los eslabones de la cadena tiraron a un tiempo y esta se hizo irrompible.
Por supuesto todos queremos volver a casa. Queremos acabar con esta guerra. Pero no se puede ganar una guerra sentados. La forma más rápida de acabar esta guerra es ir a por los bastardos que la empezaron y barrerlos del mapa. Cuanto antes los hagamos, más pronto nos volveremos. El camino más corto a casa pasa por Berlín y Tokio. Así que no os detengáis. Y cuando llegue a Berlín, yo personalmente mataré a ese burócrata hijo de perra Hitler, igual que mataría una víbora.
Cuando un soldado se pasa todo el día en una trinchera, tarde o temprano un alemán lo hallará y lo ensartará. Al diablo con esa idea. Mis hombres no cavan trincheras. Las trincheras solo retrasan la ofensiva. ¡Moveos! Os quiero avanzando. Y tampoco deis tiempo al enemigo para cavar las suyas. Vamos a ganar esta guerra, pero solo la ganaremos luchando y mostrándoles a los alemanes que tenemos más agallas de las que ellos tienen y tendrán.
No solo vamos a dispararles, ¡nuestra intención es arrancarles las tripas y usarlas después para engrasar las ruedas de nuestros tanques: vamos a matar a esos malditos teutones de a cien por metro!
Algunos de vosotros estáis dudando si tendréis miedo bajo fuego. Eso no debe preocuparos, estoy convencido de que todos cumpliréis con vuestro deber. La guerra es un asunto sangriento y mortal. O vertéis vuestra sangre, o vertéis la de ellos. Rajadles el vientre, disparadles en las tripas. Cuando los proyectiles estallen a vuestro alrededor y al limpiaros la suciedad de la cara os deis cuenta de que no es suciedad, sino la sangre y las entrañas del que hasta hace un momento era vuestro mejor amigo, entonces sabréis que hacer.
No quiero recibir ningún mensaje que diga: “Estamos sosteniendo nuestra posición”. Nosotros no sostenemos una mierda. Que la sostengan los alemanes. Nosotros avanzamos constantemente y no estamos interesados en sostener nada salvo al enemigo por las pelotas. Lo agarraremos por las bolas y le patearemos el trasero sin respiro. Nuestro plan de operaciones es avanzar y seguir avanzando sin importar si tenemos que pasar a través o por debajo del enemigo. Perforaremos su posición como la mierda por el agujero de lata.
No faltarán las quejas de que estamos exigiendo demasiado a los nuestros. Me importan un carajo esas quejas. Una onza de sudor salvará un galón de sangre. Mientras más duro empujemos, más alemanes mataremos. Mientras más alemanes matemos, menor número de los nuestros morirán. Más avance significa menos bajas. Quiero que todos recordéis esto.
Mis hombres no se rinden. No quiero oír de nadie bajo mi mando capturado a menos que sea por haber estado herido. Incluso si está herido, todavía puede seguir peleando. La clase de hombre que quiero bajo mi mando es como la de ese teniente de Libia, que teniendo una Luger apuntada contra el pecho, se arrancó el casco, apartó el arma hacia un lado con una mano y le reventó el casco en la cabeza a ese Kraut. Luego se arrojó por el arma y mató a otro alemán. Todo el tiempo con una bala alojada en un pulmón. ¡Ahí tenéis un hombre de verdad!
Recordad muchachos que vosotros no sabéis que yo estoy aquí. No haréis ni una sola mención de esto en vuestras cartas. Se supone que el mundo no debe saber que diantres me pasó. Se supone incluso que yo no debo estar en Inglaterra al mando de este ejército. Haced que los primeros bastardos en enterarse sean los malditos alemanes. Un día, quiero que se caigan de trasero y digan '¡Ach, son de vuelta el maldito Tercer Cuerpo y ese hijo de puta Patton!'. Queremos desatar el infierno allí, limpiar ese desaguisado y proseguir cuanto antes a por esos japos que mean morado, antes de que los malditos Marines se lleven todo el mérito.
Hay algo magnífico que vosotros muchachos podréis decir una vez haya acabado la guerra y estéis de vuelta en casa. Podréis estar agradecidos que, dentro de 20 años, cuando os halléis sentados al calor de la lumbre con vuestro nieto en la rodilla y os pregunte que hicisteis en la Segunda Guerra Mundial, no tendréis que toser, cambiarlo de rodilla y decirle: «Bueno, tu abuelito paleaba estiércol en Luisiana». No señor, lo podréis mirar fijo a los ojos y decirle: «Hijo, tu abuelito marchó con el Gran Tercer Ejército y con un maldito hijo de perra llamado George Patton».
Bien, ahora, hijos de perra, ya sabéis cómo pienso. Estaré muy orgulloso de dirigiros en esta lucha muchachos, siempre y en todo lugar. 
Esto es todo".

## Impacto
Las tropas al mando de Patton acogieron favorablemente la arenga. La fuerte reputación del general generaba gran entusiasmo entre sus hombres y lo escuchaban atentamente, en absoluto silencio. Una mayoría indicó haber disfrutado del estilo de Patton. Como señaló luego un oficial: "Los hombres instintivamente percibieron el hecho y la marca distintiva que ellos estarían desempeñando en la historia por esa causa, pues se les estaba informando de ello. Tras las procaces palabras del general discernían profunda sinceridad y seriedad, y los hombres lo sabían, pero les encantaba su estilo, como solo él podía dárselos". Patton le imprimió un tono de humor al discurso, buscando adrede que sus hombres se rieran con sus giros heterodoxos. Observadores apuntaron más tarde que las tropas parecieron divertirse sobremanera con los discursos. En particular, el uso del humor obsceno por parte de Patton tuvo buena acogida por los reclutas, que apreciaron "la jerga de cuartel".
Una minoría notable de oficiales de Patton rechazaron o expresaron disgusto por la vulgaridad del lenguaje, considerándolo como impropio en un alto mando. Entre quienes criticaron el uso de profanidades por parte de Patton estaba el General Omar Bradley, su anterior subordinado. Era bien sabido que ambos hombres eran polos opuestos en personalidad, y hay evidencia considerable de que Bradley sintió desagrado por Patton tanto profesional como personalmente. En respuesta a las críticas por la crudeza de su lenguaje, Patton escribió a un familiar: "Cuando quiero que mis hombres recuerden algo importante, que se les pegue, les meto el doble de obscenidades. Puede que escandalice a ancianas jugando a la canasta, pero a mis soldados les ayuda a recordar".
Los historiadores señalan el discurso como uno de los mejores logros de Patton. El autor Terry Brighton lo llamó "el discurso motivacional más grande de la guerra y quizás de todos los tiempos, superando (en su capacidad de entonar la moral de las tropas, sino como pieza literaria) a las palabras dadas por Shakespeare al rey Enrique V en Agincourt". Por su parte, Alan Axelrod postuló que era la más famosa de sus citas.